# Ibn Ziad
Ibn Ziad là một đô thị thuộc tỉnh Constantine, Algérie. Dân số thời điểm năm 2002 là 15.514 người.